# Booneville (Arkansas)
Booneville település az Amerikai Egyesült Államok Arkansas államában, Logan megyében. Lakosainak száma 3809 fő (2020. április 1.).

## Népesség
A település népességének változása:

| 2010 | 3 990 |
| 2020 | 3 809 |